# محوطه قلعه کهنه اردین ۲
محوطه قلعه کهنه اردین ۲ مربوط به دوره هخامنشی - دوره اشکانیان است و در شهرستان اسفراین، بخش بام و صفی آباد، دهستان بام، ۱ کیلومتری شرق روستای اردین واقع شده و این اثر در تاریخ ۱۸ شهریور ۱۳۸۷ با شمارهٔ ثبت ۲۳۳۰۰ به‌عنوان یکی از آثار ملی ایران به ثبت رسیده است.